# John Ringrose
John Robert Ringrose (* 21. Dezember 1932) ist ein britischer Mathematiker, der sich mit Operatoralgebren beschäftigt.

## Leben
Ringrose studierte am St. John’s College der Universität Cambridge, wo er 1957 bei Frank Smithies promovierte (Contributions to the theory of linear operators). Danach war er ab 1957 Lecturer an der Universität Newcastle und ab 1961 in Cambridge, wo er auch Fellow des St. John’s College wurde und 1962 den Adams-Preis erhielt. 1963 war er Senior Lecturer und 1964 Professor in Newcastle, wo er bis zu seiner Emeritierung 1993 blieb.
Ringrose war ein führender Experte für Operatoralgebren und nicht-selbstadjungierte Operatoren. Er schrieb mit Richard Kadison eine umfangreiche vierbändige Monographie über Operatoralgebren.
1977 wurde er Fellow der Royal Society und er wurde auch Fellow der Royal Society of Edinburgh. 1992 bis 1994 war er Präsident der London Mathematical Society. 1974 war er Invited Speaker auf dem Internationalen Mathematikerkongress in Vancouver (Operator algebras and their abelian subalgebras).

## Schriften
- mit Richard V. Kadison: Fundamentals of the theory of operator algebras. 4 Bände, Academic Press 1983, 1986, 1991, 1992 (Neuausgabe American Mathematical Society 1997).
- Compact non self-adjoint operators. van Nostrand 1971.